# Johann Wilhelm Krafft

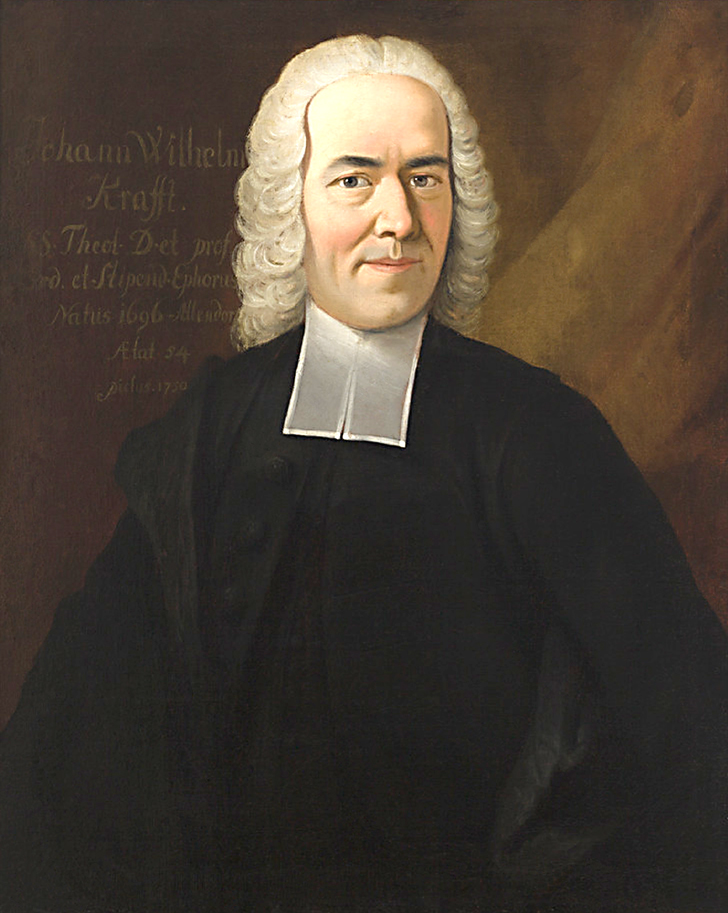
Johann Wilhelm Krafft

Johann Wilhelm Krafft (Ioannes Guilielmus Krafft) (* 11. März 1696 in Allendorf an der Werra; † 25. November 1767 in Marburg) war ein deutscher reformierter Theologe, der der orthodoxen Richtung der reformierten Theologie zugerechnet wird.

## Leben
Seine Eltern waren Justus Krafft († 1704; Apotheker u. Syndikus, Kirchenältester in Allendorf an der Werra) und Agnes, geb. Gille. Diese verkehrten zeitweilig mit Eva von Buttlar. Agnes war die Tochter des Kauf- und Handelsmann und Ratsverwandten Christoph Gille († 1685) und Maria.  Weiter Vorfahren waren nach Überlieferung seines Urenkels: Schilt Krafft († 1668 oder 1705; Bürgermeister, Kirchältester in Borken/Niederhessen) und Conrad Krafft (1577–1665; Kirchsenior).
Er begann sein Studium der Evangelischen Theologie 1712 an der Universität Marburg und hörte unter anderem die Vorlesungen von Franz Ulrich Ries, wurde dort 1716 Magister der Evangelischen Theologie, 1719 Major der Hessischen Stipendiatenanstalt, 1723 zweiter und 1727 erster Prediger der reformierten Gemeinde Marburg. 1738 wurde er als Konsistorialrat und Prediger nach Hanau versetzt. 1746/47 wurde er ordentlicher Professor der Evangelischen Theologie in Marburg und Ephorus der Stipendiaten. 1749 wurde er zum Doktor der Evangelischen Theologie h. c. ernannt. 1751 war er Prorektor der Universität.
Um 1766 verwickelte er Johann Rudolph Anton Piderit, der möglicherweise am Collegium Carolinium in Kassel unterrichtete, in einen Konflikt. Piderit wurde 1767 wegen Naturalismus und Fanatismus mit einem theologischen Schreibverbot abgestraft.

## Ehe und Nachkommen
1728 heiratete Krafft Christiane Elisabeth geb. Scheffer aus einem alten hessischen Geschlecht. Seine Söhne, die auch Theologen wurden und ins Rheinland übersiedelten, waren:
- Justus Christoph Krafft (* 2. Januar 1732 in Marburg; † 22. Januar 1795 Frankfurt, M.) wurde Theologe in Frankfurt und ist ein Onkel von Johann Heinrich Jung-Stilling.
- Johann Wilhelm Friedrich Krafft (* 8. November 1742 in Hanau; † 9. Mai 1809 Duisburg) war Professor der Rechte an der Universität Duisburg.
- Elias Christoph Krafft (* 3. März 1748 in Marburg; † 21. Oktober 1798 in Duisburg) war protestantisch-reformierter Prediger in Greveld. Er heiratete Johanna Ulricke (1752–1819), eine Tochter des Johann Gottlob Leidenfrost.
  - Christian Krafft (1784–1845) studierte ab 1803 Theologie an der Universität Duisburg
  - Johann Gottlob Krafft (1789–1830); studierte dort ab 1808 und wurde Pastor und Konsistorialrat in Köln

## Werke
- Dissertatio Theologica inavgvralis De mysterio diei expiationvm, cvjvs explicatio ratione vtrivsqve hirci ex nova qvadam hypothesi … tentatvr … pro loco … et simvl svmmis in Theol. honoribvs rite conseqvendis … disqvisitioni svbmissa; Marburg/Lahn: Philipp Casimir Müller, 1749
- Observationum Sacrarum, quibus varia scripturae loca atque argumenta theologica illustrantur; in 9 Bänden; Marburg/Lahn: Philipp Casimir Müller, 1753–66
- De Mysterio Diei Expiationum; Marburg/Lahn: Philipp Casimir Müller, 1749